# پل خلیج جیاوزهو
پل خلیج جیاوزهو واقع در استان شاندونگ چین است و با طول ۲۶٫۷ کیلومتر مسیر جاده‌ای به عنوان طولانی‌ترین پل روی آبی جهان هنگام افتتاحش در سال ۲۰۱۲ در کتاب رکوردهای گینس ثبت شده‌است. این پل قسمتی از پروژهٔ اتصال خلیج جیاوزهو با طول کلی ۴۱٫۵۸ کیلومتر است. هدف از احداث این پل کاستن ۳۰ کیلومتر از مسیر معمول میان استان چینگدائو و منطقه هوآنگداو بود. ساخت این پل توسط گروه ساختمانی شاندونگ گائوسو در سال ۲۰۰۷ آغاز شد و در اوایل سال ۲۰۱۱ میلادی پایان یافته و در ۳۰ ژون همان سال گشایش یافت. برای ساخت این پل ۱۰۰۰۰ نفر به مدت ۴ سال کارکرده‌اند و بودجه‌ای معادل ۵۵ میلیارد دلار صرف شد.